# Saro Gevorgyan
Saro Gevorgyan (en armenio: Սարո Գևորգյան; Martuni, 23 de diciembre de 1998) es un cantante y compositor armenio. Su primer sencillo fue lanzado en el año 2021, mismo año en que ganó el concurso internacional New Wave.

## Biografía
Gevorgyan recibió su educación musical en el Colegio Estatal de Cultura y Artes de Ereván. Luego, continuó sus estudios en el Teatro Estatal de la Canción de Armenia.
En 2012, fue reconocido como el ganador del Festival Musical Internacional de San Petersburgo.
En 2015, ganó el concurso internacional Put' k zvezdam! (Путь к звездам!; «¡El camino a las estrellas!» en español), compitiendo con 220 participantes. En 2016, Gevorgyan participó en el Depi Evratesil, la preselección nacional armenia para el Festival de la Canción de Eurovisión, formando parte del equipo de Aram Mp3. Sin embargo, no llegó a la final.
En 2019, participó en el Festival de la Canción de Eurovisión, celebrado en Tel Aviv, como corista de la participante de Armenia Srbuk. Esta interpretaría el tema «Walking Out».
En 2020, Gevorgyan se presentó al festival de música internacional New Wave, pero fue cancelado debido a la pandemia de COVID-19. Por ello, en 2021, volvió a participar y ganó la competición en Sochi, convirtiéndose en el tercer participante en llevar la victoria a Armenia en toda la historia de su participación.
El 19 de agosto de 2021, Gevorgyan lanzó su canción debut «Bipolar Love». Hoy, Saro Gevorgyan es miembro del grupo Project 12, quienes hacen versiones de canciones.

## Discografía

### Sencillos
| Título                               | Año  | Álbum       |
| ------------------------------------ | ---- | ----------- |
| "Bipolyarnaya Lyubov" (Bipolar Love) | 2021 | (Sin álbum) |
| "Fall in Love"                       | 2021 | (Sin álbum) |